# Taken by a stranger
Taken by a stranger (vertaling: gefascineerd door een vreemde) is een single van Lena. Het is afkomstig van haar tweede album Good news, dat in februari 2011 uitkwam. Taken by a stranger was de Duitse inzending voor het Eurovisiesongfestival 2011 gehouden op 14 mei 2011; het nummer eindigde als tiende. Opvallend daarbij is dat Stefan Raab, de muziekproducent tevens een van de presentatoren van het muziekfestival was.
Met B-kant That again haalde het de tweede plaats in de Duitse hitlijst en scoorde het redelijk in Oostenrijk en Zwitserland. In de Single Top 100 stond het in de week volgend op 12 mei 2011 op de 92e plaats, daarna verdween het weer. In België haalde het de Ultratop 50 niet, het bleef steken in de tipparade.